# Pathé Ciss
Pathé Ismaël Ciss (nascut el 16 de març de 1994) és un futbolista senegalès que juga com a migcampista central del club espanyol Rayo Vallecano. És internacional amb la selecció senegalesa.

## Carrera de club
Ciss va néixer a Dakar i va representar el GNK Dinamo Zagreb de jove. Va començar la seva carrera al Diambars FC al seu país d'origen, abans d'unir-se al CF União de LigaPro el 31 de juliol de 2017.
Ciss va fer el seu debut com a professional el 13 d'agost de 2017, entrant com a substitut tardà de Gonçalo Abreu en una victòria a casa per 2-0 contra el Real SC. Va marcar el seu primer gol a l'estranger el 29 d'octubre, marcant el partit només en una derrota a casa davant la UD Oliveirense.
El 30 d'agost de 2018, després que l'União patissin el descens, Ciss es va traslladar al FC Famalicão amb un contracte de cessió d'un any, encara a la segona divisió. Va contribuir amb quatre gols durant la campanya, en la qual el seu equip va tornar a la Primeira Liga després de 25 anys.
El 2 de setembre de 2019, el Ciss va ser cedit al CF Fuenlabrada de Segona Divisió espanyola per un any. El 13 de juliol següent, va signar un contracte indefinit fins al 2023 amb el club.
El 28 de juliol de 2021, Ciss va signar un contracte de quatre anys amb el Rayo Vallecano, que tot just acabava d'ascendir a la primera divisió, juntament amb el seu company d'equip Randy Nteka.